# Brain on Fire (film)
Pour plus de détails, voir Fiche technique et Distribution.
Brain on Fire est un film canado-irlando-américain écrit et réalisé par Gerard Barrett (en), sorti en première mondiale en 2016. Il s'agit d'une adaptation du livre autobiographique Brain on Fire: My Month of Madness (en) de Susannah Cahalan publié en 2012.

## Synopsis
Une journaliste du New York Post, Susannah Cahalan (Chloë Grace Moretz), dit commencer à avoir de graves problèmes de santé, comme les convulsions et entendre des voix. Comme les semaines passent, son état se détériore et passe rapidement de la violence à la catatonie. Après de nombreux diagnostics erronés et un hôpital, un médecin donne enfin le diagnostic et l'espoir de reconstruire sa vie.

## Fiche technique
- Titre original : Brain on Fire
- Titre français : Brain on Fire
- Réalisation et scénario : Gerard Barrett (en), d'après l'œuvre Brain on Fire: My Month of Madness (en) de Susannah Cahalan
- Décors : Ross Dempster
- Costumes : Farnaz Khaki-Sadigh
- Photographie : Yaron Orbach
- Montage : JC Bond
- Musique : John Paesano
- Production : Beth Kono, Lindsay MacAdam, Rob Merilees, Charlize Theron, A.J. Dix
  - Coproduction : Gerard Barrett
- Société de production : Broad Green Pictures, Denver and Delilah Productions, Foundation Features, Blank Page Productions
- Société de distribution : (cinéma) Broad Green Pictures (États-Unis), D Films (Canada) ; Netflix (télévision, VOD)
- Pays d'origine :  Canada,  Irlande,  États-Unis
- Langue originale : anglais
- Format : couleur - 2,35:1 - son Dolby Digital
- Genre : Drame et biopic
- Durée : 89 min
- Dates de sortie :

Canada : 14 septembre 2016 (Festival international du film de Toronto, première mondiale)
États-Unis, France : 22 juin 2018 sur Netflix

## Distribution
Sauf indication contraire, les informations mentionnées dans cette section peuvent être confirmées par la base de données cinématographiques IMDb,  présente dans la section « Liens externes ».
- Chloë Grace Moretz (VF : Lisa Caruso) : Susannah Cahalan
- Richard Armitage (VF : Xavier Fagnon) : Tom Cahalan
- Carrie-Anne Moss (VF : Danièle Douet) : Rhona Nack
- Thomas Mann (VF : Hervé Grull) : Steven
- Tyler Perry (VF : Frantz Confiac) : Richard
- Jenny Slate (VF : Dorothée Pousséo) : Margo
- Agam Darshi (VF : Flora Kaprielian) : Dr Khan
- Navid Negahban (VF : Mathieu Buscatto) : Dr Souhel Najjar
- Daniel Bacon (VF : Rody Benghezala) : Dr Han
- Robert Moloney (VF : Serge Faliu) : Dr Ryan
- Alex Zahara (VF : Constantin Pappas) : Allen
- Vincent Gale (VF : Philippe Siboulet) : Dr Samson
- Janet Kidder : Dr Siskin
- Jenn MacLean-Angus (VF : Léovanie Raud) : Giselle
- Nicole LaPlaca : une jeune infirmière